# Joseph IV. (chaldäisch-katholischer Patriarch)
Mar Joseph IV. († 1796 in Rom) war ein Patriarch der Chaldäisch-katholischen Kirche (Patriarchat von Diyarbakir).
La'zar Hindī, ausgebildet am römischen Propaganda-Kolleg, wurde am 8. Februar 1757 durch Metropolit Basilius Yohannan von Mardin († 25. Februar 1758), dem einzigen noch lebenden Bischof des chaldäisch-katholischen Patriarchats von Diyarbakir, zum Metropoliten von Diyarbakir geweiht und in der Folge am 24. März 1759 durch Rom unter dem Namen Joseph IV. im Patriarchenamt bestätigt. In finanziellen Nöten durch Geldforderungen osmanischer Behörden, unternahm er in den 1770er Jahren lange Bettelreisen durch Europa. Vom geringen Erfolg enttäuscht, trat er 1780 von seinem Amt zurück, wirkte jedoch weiterhin als Patriarchal-Administrator. 1789 für einige Zeit inhaftiert, zog er sich 1791 nach Rom zurück, wo er 1796 starb.
Die Verwaltung des Patriarchats von Diyarbakir wurde 1791–1793 Yohannan VIII. Hormizd, Verwalter des konkurrierenden, gleichfalls katholischen Patriarchats von Babylon, übertragen, ging aber 1802 auf Augustinus Hindi über, der sich Patriarch Joseph V. nannte.
Zu dieser Zeit zählte das katholische Patriarchat von Diyarbakir etwa 20.000 Gläubige, die nicht mit Rom vereinte Assyrische Kirche des Ostens wahrscheinlich ca. 50.000.